# Ustawiana konwencja
Ustawiana konwencja, ustawiona konwencja, sporna konwencja (ang. contested convention, brokered convention) – w Partii Demokratycznej i Partii Republikańskiej konwencja, na której nie zdołano wyłonić kandydata w wyborach na podstawie wyników prawyborów.
W konwencji Partii Demokratycznej bierze udział 4765 delegatów, a w Partii Republikańskiej 2470 delegatów. Do uzyskania nominacji wyborczej kandydat musi zapewnić sobie w prawyborach poprarcie większości delegataów, czyli kolejno 2383 i 1236. W części stanów delegaci rozdzielani są pomiędzy kandydatami proporcjonalnie do poparcia w danym stanie, w części zwycięzca otrzymuje poparcie wszystkich delegatów. Istnieje możliwość, że kandydat z największą liczbą delegatów uzyska poparcie mniej niż połowy delegatów. Na konwencji delegaci są zobowiązani głosować na kandydata, który wygrał w ich okręgu, tylko w pierwszym głosowaniu. Wówczas następuje drugie lub jeszcze kolejne głosowanie, w których delegaci mają już pełną swobodę w popieraniu kandydatów. W drugim i kolejnym głosowaniu delegaci mogą także głosować osobę, która nie brała udziału w prawyborach.
Część źródeł stosuje określenia contested convention i brokered convention synonimicznie, w części stosuje się następujące rozróżnienie:
- contested convention – kandydat nie ma większości głosów delegatów na konwencję, ale w pierwszym głosowaniu zdobywa większość spośród tych, którzy oddali głos
- brokered convention – konwencja, na której odbywa się więcej niż jedna tura głosowania w celu wyłonienia kandydata.

Ustawiane konwencje zdarzają się rzadko. W ostatnich latach do takiej sytuacji (brokered convention) doszło w 1948 roku, gdy Partia Republikańska w trzecim głosowaniu wskazała Thomasa Deweya oraz w 1952 roku, gdy Partia Demokratyczna w trzecim głosowaniu wskazała jako kandydata Adlaia Stevensona. Ostatni raz kandydat wyłoniony na ustawianej konwencji odniósł zwycięstwo w wyborach prezydenckich w 1932 roku, gdy prezydentem został Franklin D. Roosevelt. Natomiast contested convention miała miejsce w 1976 roku, gdy Gerald Ford został kandydatem Partii Republikańskiej w pierwszym głosowaniu.